# Oliver
Oliver je mužské křestní jméno starofrancouzského a středověkého britského původu. Jméno bylo obecně spojováno s latinským termínem "Olivarius", což znamená "sázeč olivovníků".  
Existují hypotézy, že se jedná o jméno z pocházející latiny odvozené od „olivy“, jehož ženským protějškem je Olivia. Často však také z islandského "Olfeir", znamenající "pozůstatek rodu". Někdy bývá označován původ, jako norský (ze staré norštiny), což znamená „potomci předků“. 
Podle českého kalendáře má svátek 2. října. 
Jméno bylo obnoveno v 19. století, inspirováno titulní postavou Charlese Dickense - Olivera Twista (1838).
V roce 2015 byl Oliver nejoblíbenějším křestním jménem pro chlapce v Austrálii. Od roku 2013 do roku 2017 byl Oliver nejoblíbenějším křestním jménem pro chlapce narozené v Anglii. 

## Statistické údaje
Následující tabulka uvádí četnost jména v ČR a pořadí mezi mužskými jmény ve srovnání dvou roků, pro které jsou dostupné údaje MV ČR – lze z ní tedy vysledovat trend v užívání tohoto jména:
| Rok       | Četnost   | Pořadí    |
| 1999      | 323       | 242.      |
| 2002      | 402       | 230.      |
| Porovnání | o 79 více | o 12 lépe |
| 2006      | 910       | 183.      |

Změna procentního zastoupení tohoto jména mezi žijícími muži v ČR (tj. procentní změna se započítáním celkového úbytku mužů v ČR za sledované tři roky 1999–2002) je +25,4%, což svědčí o strmém nárůstu obliby tohoto jména.

## Obdoby
- Oliver - dánsky
- Olivier - francouzsky
- Oilibhéar nebo Oilibhéirirsky
- Oliviero - italsky
- Olivarius - latinsky
- Olivér - maďarsky
- Oliver - německy
- Oliwier nebo Oliwer - polsky
- Olívio - portugalsky
- Oilvreis - skotský a gaelský
- Óliver - španělsky
- Олівер (Oliver) - ukrajinsky
- Оливер - rusky

## Zdrobněliny
- anglicky - Ollie, Noll, Oggie, Ol, Oly
- česky - Olí, Oliverek, Ol, Olin, Oli, Olík, Ola, Oliv, Olča (Morava), Oliček
- přezdívky anglicky:

Olen, Olin, Oliver, Olivier, Ollie, Ollivander, Olliver, Olly, Olson, Dinesh, Siti, Kholis,

## Známí nositelé jména
- Oliver Cromwell – anglický politický vůdce (anglický vojenský a politický vůdce a později lord protektor Commonwealth of England, Skotsko a Irsko)
- Oliver Plunkett – irský svatý
- Oliver Stone – americký režisér
- Oliver Dohnányi – slovenský symfonický a operní dirigent
- Oliver Kahn – německý fotbalový brankář
- Oliver Riedel – baskytarista skupiny Rammstein
- Oliver Queen – komiksová postava, která představuje Green Arrowa
- Oliver Tree – americký rapper a komik
- Oliver Bozanic (narozený 1989) - australský fotbalista
- Oliver Hardy (1892-1957) - americký komický herec známý jako polovina Laurel a Hardy
- Oliver Stone (narozený 1946) - americký filmový režisér, scenárista a producent
- Oliver Martini (narozený 1971) - italský závodní jezdec
- Oliver McCall (narozený 1965) - americký boxer těžké váhy
- Oliver Queen - DC americký komiksový hrdina známý také jako Green Arrow